# Chronologie
Chronologie (en español Cronología) es el octavo álbum de estudio del músico francés Jean-Michel Jarre, y fue lanzado por Disques Dreyfus (con licencia para Polydor) en 1993. Está inspirado en el libro de Stephen Hawking A Brief History of Time (Una Breve Historia del Tiempo). El tema «Une Alarme qui Swingue» («Una alarma que se balancea» en español), interpretado en el concierto Swatch the World en las inmediaciones de la empresa suiza Swatch el 25 y 26 de septiembre de 1992, y se lanzó un reloj Swatch de edición limitada con una alarma electrónica con esa melodía. Contiene fragmentos de lo que en este álbum es Chronologie, part 4 y Chronologie, part 5. El álbum fue un retorno a la fórmula habitual de Jarre, tras Revolutions (1988) y Waiting for Cousteau (1990). El sonido de Chronologie se basó en una nueva ola de música electrónica de baile que se había venido desarrollando desde finales de 1980.

## Lista de temas
Este álbum se vendió en formatos LP, CS y CD. La distribución para el LP y CS era el siguiente:
| Lado A |                       |       |          |  |
| N.º    | Título                | Autor | Duración |  |
| 1.     | «Chronologie, part 1» | Jarre | 10:51    |  |
| 2.     | «Chronologie, part 2» | Jarre | 6:05     |  |
| 3.     | «Chronologie, part 3» | Jarre | 3:59     |  |
| 20:55  |                       |       |          |  |

| Lado B |                       |       |          |  |
| N.º    | Título                | Autor | Duración |  |
| 4.     | «Chronologie, part 4» | Jarre | 3:59     |  |
| 5.     | «Chronologie, part 5» | Jarre | 5:34     |  |
| 6.     | «Chronologie, part 6» | Jarre | 3:45     |  |
| 7.     | «Chronologie, part 7» | Jarre | 2:17     |  |
| 8.     | «Chronologie, part 8» | Jarre | 5:33     |  |
| 21:08  |                       |       |          |  |

En la versión en CD la distribución es la misma pero de corrido.
- Datos: Q430044